# Giao hưởng số 15 (Mozart)

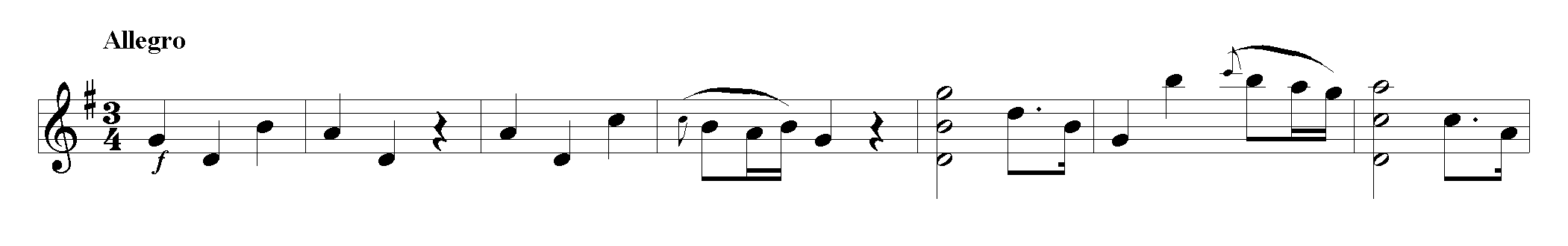
Phần mở đầu của bản giao hưởng số 15 của Mozart

Giao hưởng số 15 cung Sol trưởng, K. 124 là bản giao hưởng của nhà soạn nhạc người Áo Wolfgang Amadeus Mozart. Bản giao hưởng này được viết tại Salzburg trong tuần đầu tiên của năm 1772. Có một chú ý trên bản viết tay của tác phẩm này đó là nó có thể được viết cho một dịp tôn giáo, có lẽ là dành cho vị Giám mục mới của Salzburg. Tác phẩm gồm có 4 chương. Chương đầu được mô tả là có tính chất đổi mới và "táo bạo" khi nhìn vào các biến tấu trong nó của tempo. Chương cuối thì lại mang tính chất sự hài hước và tính chất phù phiếm tốt với "đủ trò đủa để làm dịch chuyển ngôi nhà xuống". Nhạc cụ bao gồm: đàn dây, 2 oboe, 2 horn, bassoon và continuo. Bốn chương của tác phẩm bao gồm:
1. Allegro, nhịp 3/4
2. Andante, cung Đô trưởng, nhịp 2/4
3. Menuetto và Trio, trio được viết ở cung Rê trưởng, nhịp 3/4
4. Presto, nhịp 2/4.

Không có chi tiết nào về buổi biểu diễn đầu tiên của bản giao hưởng này.